# Lampre-Daikin/2001
Deze pagina geeft een overzicht van de Lampre-Daikin wielerploeg in 2001.

## Algemeen
Sponsor: Lampre (staalfabrikant), Daikin (electronicabedrijf)
Algemeen manager: Giuseppe Saronni
Ploegleiders: Pietro Algeri, Maurizio Piovani, Brent Copeland
Fietsmerk: Fondriest

## Renners
| Naam                   | Geboortedatum | Nationaliteit       | Ploeg 2000                       |
| ---------------------- | ------------- | ------------------- | -------------------------------- |
| Matteo Algeri          | 15-05-1976    | Italië              |                                  |
| Sergio Barbero*        | 17-01-1969    | Italië              |                                  |
| Raivis Belohvosciks    | 21-01-1976    | Letland             |                                  |
| Rubens Bertogliati     | 09-05-1979    | Zwitserland         |                                  |
| Simone Bertoletti      | 25-08-1974    | Italië              |                                  |
| Oscar Camenzind        | 20-09-1971    | Zwitserland         |                                  |
| Massimo Codol          | 27-02-1973    | Italië              |                                  |
| Marco Della Vedova     | 27-06-1972    | Italië              |                                  |
| Ludo Dierckxsens       | 14-10-1964    | België              |                                  |
| Matteo Frutti          | 29-01-1975    | Italië              |                                  |
| Juan Manuel Gárate     | 24-04-1976    | Spanje              |                                  |
| Robert Hunter          | 22-04-1977    | Zuid-Afrika         |                                  |
| Massimilliano Martella | 24-01-1977    | Italië              | Stagiair                         |
| Gabriele Missaglia*    | 24-07-1970    | Italië              |                                  |
| Luciano Pagliarini     | 18-04-1978    | Brazilië            |                                  |
| Mariano Piccoli        | 11-09-1970    | Italië              |                                  |
| Marco Pinotti          | 25-02-1976    | Italië              |                                  |
| Maximilian Sciandri    | 15-02-1967    | Verenigd Koninkrijk | Linda McCartney-Jaguar           |
| Marco Serpellini       | 14-08-1972    | Italië              |                                  |
| Gilberto Simoni        | 25-08-1971    | Italië              |                                  |
| Zbigniew Spruch        | 13-12-1965    | Polen               |                                  |
| Ján Svorada            | 28-06-1968    | Tsjechië            |                                  |
| Frank Vandenbroucke    | 06-11-1974    | België              | Cofidis, le Crédit par Téléphone |
| Johan Verstrepen       | 21-10-1967    | België              |                                  |

* Geschorst tot 31 mei vanwege positieve dopingtest in Ronde van Italië 2000.

## Overwinningen
| Luik-Bastenaken-Luik Oscar Camenzind Vierdaagse van Duinkerke 3e etappe: Ján Svorada Ronde van Romandië 4e etappe: Gilberto Simoni Grand Prix du Midi-Libre 2e etappe: Ján Svorada Ronde van Italië 20e etappe: Gilberto Simoni Eindklassement: Gilberto Simoni Ronde van Luxemburg 4e etappe: Raivis Belohvoščiks Ronde van Zwitserland 10e etappe: Oscar Camenzind Ronde van Frankrijk 20e etappe: Ján Svorada Tour Beneden-Maas Robert Hunter Ronde van Spanje 14e etappe: Juan Manuel Gárate 17e etappe: Robert Hunter 20e etappe: Gilberto Simoni Japan Cup Gilberto Simoni |

## Teams

### Ronde van Zwitserland
19 juni–28 juni
- [1.] Oscar Camenzind
- [2.] Gilberto Simoni
- [3.] Rubens Bertogliati
- [4.] Massimo Codol
- [5.] Juan Manuel Garate
- [6.] Simone Bertoletti
- [7.] Raivis Belohvoščiks
- [8.] Robert Hunter

Mannen:1991 · 1992 · 1993 · 1994 · 1995 · 1996 · 1997-1998 · 1999 · 2000 · 2001 · 2002 · 2003 · 2004 · 2005 · 2006 · 2007 · 2008 · 2009 · 2010 · 2011 · 2012 · 2013 · 2014 · 2015 · 2016 · 2017 · 2018 · 2019 · 2020 · 2021 · 2022 · 2023 · 2024 · 2025
Vrouwen:2022 · 2023 · 2024 · 2025